# Ефимов, Гарий Владимирович
Га́рий Влади́мирович Ефи́мов (15 июня 1934, Москва — 1 апреля 2015, там же) — советский и российский физик, специалист в области квантовой теории поля, физики элементарных частиц и статистической физики. Заслуженный деятель науки Российской Федерации (2000).

## Биография
В 1958 году окончил МИФИ (с 2009 года — Национальный исследовательский ядерный университет «МИФИ») и до конца своей жизни работал в ОИЯИ.

## Научная деятельность
Автор цикла работ по нелокальной квантовой теории поля: «В 1963 году Е. С. Фрадкин и Г. В. Ефимов одновременно и независимо предложили метод построения конечной S-матрицы в теории однокомпонентного скалярного поля для неполиномиальных лагранжианов определённого вида». Выдвинул идею квантования формфакторов, позволившую создать математически строгую нелокальную квантовую теорию поля, обладающую свойствами релятивистской инвариантности, унитарности S-матрицы рассеяния и макропричинности. На основе идеи нелокальности кварк-глюонных взаимодействий объяснил явление конфайнмента в квантовой хромодинамике, создав кварк-виртонную модель. Совместно с учениками разработал непертурбативный метод вычисления функциональных интегралов по гауссовой мере и успешно применил его в квантовой и классической статистической физике.

### Работы
- Ефимов Г. В. Нелокальные взаимодействия квантованных полей. — М.: Наука, 1977. — 367 с.
- Ефимов Г. В. Проблемы квантовой теории нелокальных взаимодействий. — М.: Наука, 1985. — 216 с.